# Кучеренко Віра Прокопівна
Віра Прокопівна Кучере́нко (1930—2000) — доярка, Герой Соціалістичної Праці (1966).

## Біографія
Віра Кучеренко народилася 16 червня 1930 року в селі Александрівка (нині — Матвеєво-Курганський район Ростовської області). З п'ятнадцятирічного віку працювала в колгоспі, була спочатку телятницею, а в 1951 році стала дояркою.
За час своєї роботи Кучеренко домоглася великих успіхів у збільшенні надоїв молока. Також вона навчила передових методів роботи кілька десятків доярок.
Указом Президії Верховної Ради СРСР від 22 березня 1966 року за досягнуті успіхи у розвитку тваринництва, збільшення виробництва і заготівель м'яса в 1965 році" Віра Кучеренко удостоєна високого звання Героя Соціалістичної Праці з врученням ордена Леніна і медалі «Серп і Молот».
Активно займалася громадською діяльністю, обиралася депутатом різних виборних органів. Проживала у рідному селі. Померла 6 жовтня 2000 року.
Нагороджена двома орденами Леніна і низкою медалей.